# Campome
Campome ([kəm'pumə], estàndard [kəm'pomə], oficialment en francès Campôme) és un poble amb comuna pròpia de la comarca del Conflent, a la Catalunya del Nord.

## Etimologia
Segons Joan Coromines, l'esment documental de l'any 901 de Campo Ultimo dona la clau d'interpretació del nom del poble. Així, del llatí campus ultimus (l'últim camp, perquè, a l'edat mitjana, Campome formava part del territori de la seva veïna Molig) va passar a Campoltme reduït posteriorment a la forma actual.

## Geografia

### Localització i característiques generals del terme

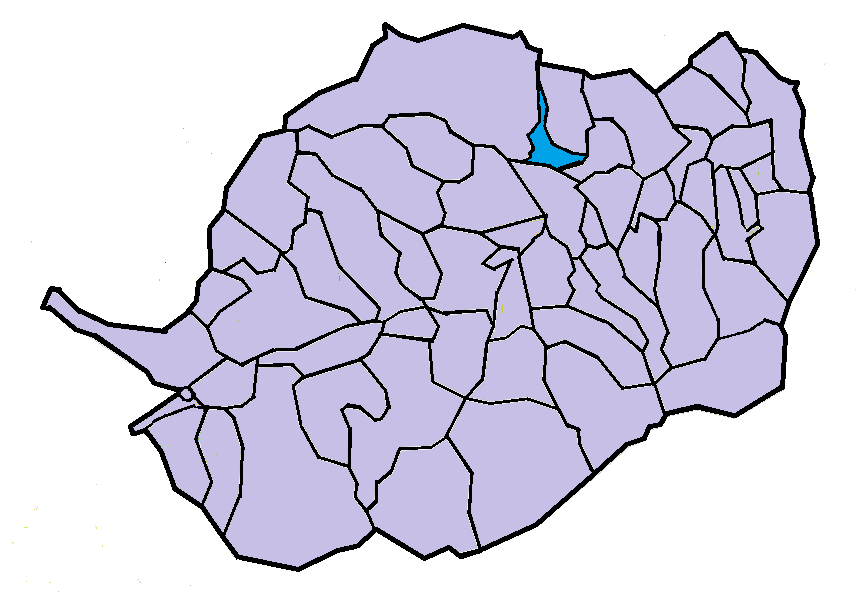
Situació de la comuna de Campome en el Conflent

El terme comunal de Campome, de 52.600 hectàrees d'extensió, un dels més petits del Conflent, és situat a la vall de la Tet, a l'esquerra del riu, una mica distanciat al nord seu. Està situat a prop de l'extrem nord del centre de la comarca, just al sud-oest de Molig, que representa aquest extrem nord del centre comarcal.
És a la vall de la Castellana, afluent de la Tet, dins del Parc Natural Regional dels Pirineus Catalans. El terme té una forma força estranya: ample d'oest a est a l'extrem sud, es va estrenyent conforme avança cap al nord, fins a arribar a la zona central del terme, on hi ha el poble, on el terme ja ha assolit menys de la meitat d'amplada respecte de la zona meridional. Al nord del poble, el terme encara s'estreny més, de manera que forma una punxa cap al nord que s'introdueix entre els termes de Molig i Mosset. En un punt al nord del poble de Campome, arriba a tenir només 75 metres d'amplària, després s'eixampla altre cop, i es torna a estrènyer al nord, on l'amplària arriba a menys de 50 metres. Després d'un darrer eixamplament, a l'extrem nord es troben els dos límits laterals en el coster que davalla del Pic del Rosselló cap al sud-est.
El punt més elevat del terme és l'extrem septentrional, on arriba als 1.137,9 m alt; l'extrem meridional és l'altiplà de Fórnols, que assoleix els 714 i la carena que separa les valls del Còrrec de Fornollica, al nord, en terme de Campome, i del Còrrec de les Eres, tots dos afluents de la Castellana. L'indret de menys altitud del terme és a la llera de la Castellana, a la sortida del seu curs pel terme de Campome al límit amb Catllà i Molig, que es troba a 352,8 m alt. Tota la part del terme de l'esquerra de la Castellana és un coster, al començament del qual es troba el poble, mentre que la que és a la dreta està formada per tres valls: la de la Castellana, la dels còrrecs del Solà i de la Serrania, que s'ajunten en el tram final abans d'abocar-se en la Castellana, i la del Còrrec de Fornollica, abans esmentat. Entre aquestes valls hi ha carenes d'entre 600 i 700 metres d'altitud, en una de les quals es troba l'ermita de Sant Cristòfol de Fórnols, o Sant Cristau.
Termes municipals limítrofs:
| Mosset |             | Molig  |
|        |             |        |
|        | Rià i Cirac | Catllà |

### El poble de Campome

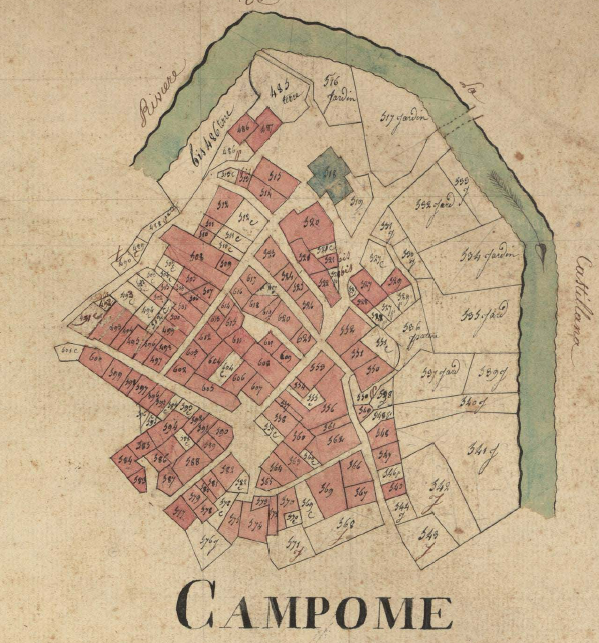
Campome en el Cadastre napoleònic del 1812 (Arxius Departamentals dels Pirineus Orientals)

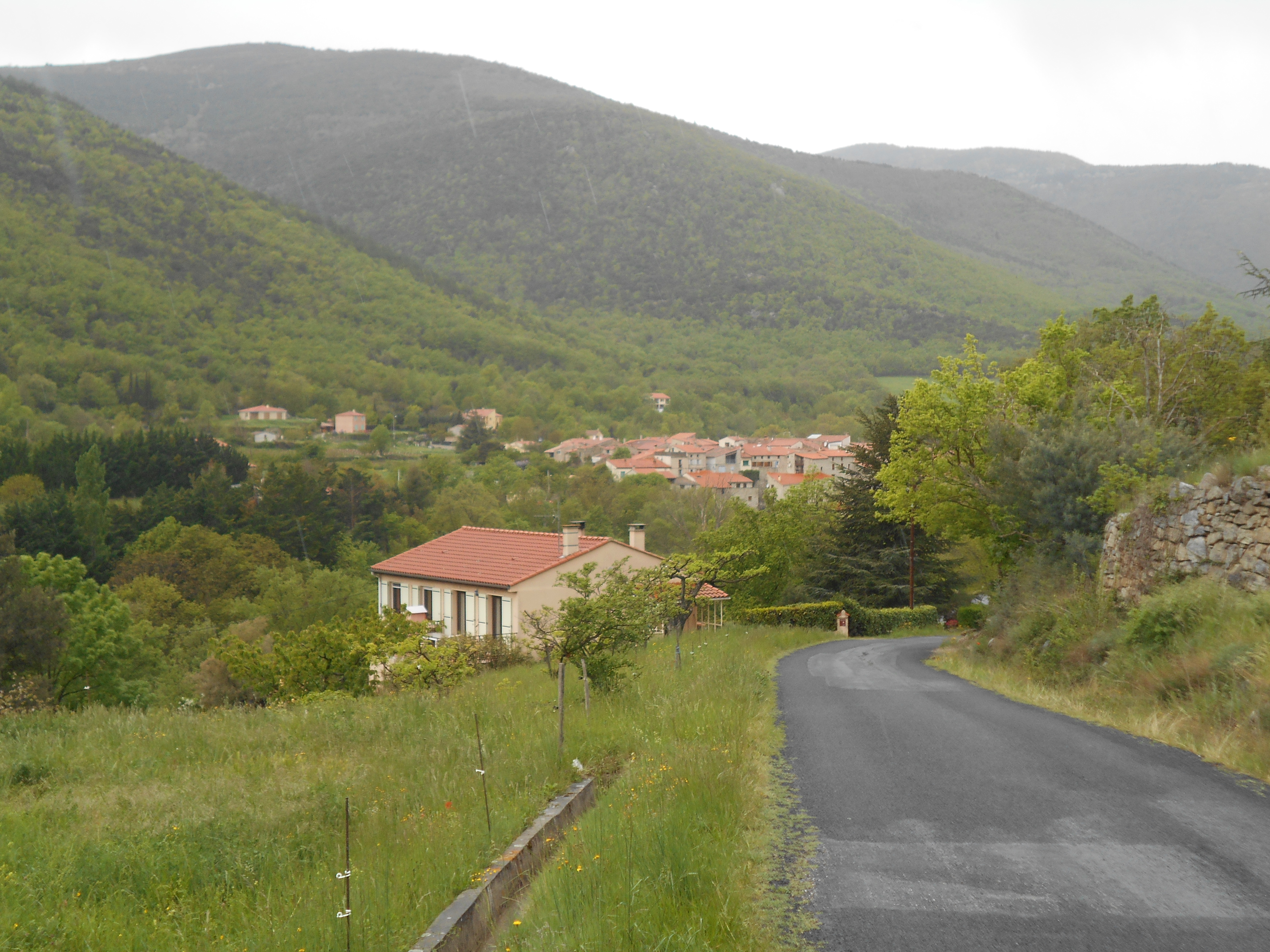
Vista general de Campome des de la carretera de Molig

El poble de Campome té el nucli vell d'hàbitat agrupat en un turó amb l'església parroquial de Santa Maria en el vessant septentrional del turó, quasi en el seu punt més baix. El poble està situat en un marcat meandre de la Castellana, que emmarca el poble per l'oest, el nord i l'est.
A part, al sud-oest del poble s'ha estès un petit barri de nova creació, i la urbanització de Vilada, a l'esquerra del riu i al nord-est i est del poble, davant seu.

### Fórnols
El poble de Fórnols, ara del tot despoblat, era al centre de la franja meridional del terme de Campome, damunt de la carena que separa les valls de dos còrrecs: el de la Serrania i el de Forllonica. Només en resten les ruïnes de la que en fou església parroquial de Sant Cristòfol, popularment Sant Cristau.

### Croells
El poble de Croells, també ara del tot despoblat, era a prop de l'extrem sud-est del terme comunal, a vora de la riba dreta de la Castellana. Actualment en el lloc hi ha algunes construccions, però no tenen res a veure amb el poble desaparegut. El topònim hi roman, tanmateix.

### Castell de Paracolls

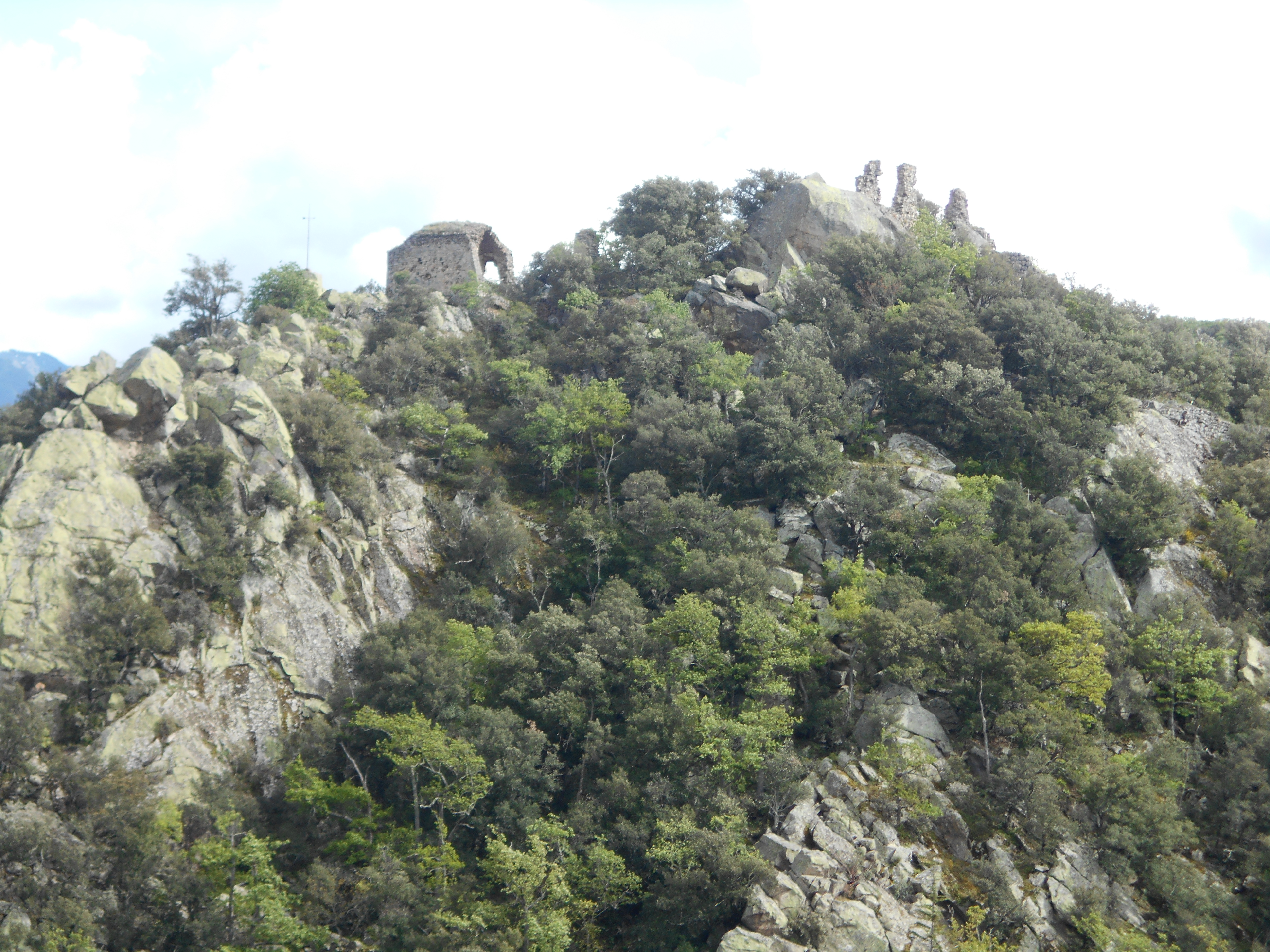
El Castell de Paracolls

El Castell de Paracolls, que havia estat el centre neuràlgic de la vall de Molig a l'edat mitjana, està situat a l'extrem oriental de la zona central del terme de Campome, davant per davant dels Banys de Molig, a prop i al sud-est del poble de Campome.

### Els masos del terme
En el terme de Campome hi ha poques construccions disperses pel terme, i la majoria són cortals, tot i que alguns amb el temps s'han convertit en hàbitats permanents: Casa Blanquer, abans Cortal Delseny, el Cortal Combaut, o del Collell, el Cortal de Dellà l'Aigua, o d'en Désiré, el Cortal de la Corbatera, el Cortal de la Serrania, o d'en Cassolí (en ruïnes), el Cortal de la Titina actual, el Cortal de la Titina antic, en ruïnes, també anomenat Cortal Quers, abans d'en Guilla, el Cortal de Freixinós, en ruïnes, el Cortal del Gargotar, el Cortal d'en Mallart, abans Salvans, el Cortal d'en Rainaud, o de Toni, el Cortal d'en Solera, abans Teixidor, que és en ruïnes, el Cortal d'en Xona, el Cortal de Xixat, o d'en Benet, o d'en Cinto, també en ruïnes, el Cortal Mestres i els Cortals de Croells. Són desapareguts el Cortal d'en Callens i el d'en Rossa. Cal tenir en compte també l'Orri i l'Orri del Mallolet. A més, hi ha el Molí d'en Callens, abans d'en Saleta, el Molí d'en Gondal i la Teuleria. També cal destacar l'Aqüeducte, a la zona sud-est del terme, a Croells, el Pont Blau i el Pont Roig, i la Central Elèctrica en ruïnes, a la dreta de la Castellana, sota i al sud-est del Castell de Paracolls. Una particularitat de Campome és que en deixar-se d'utilitzar el Cementiri Vell, al costat de l'església de Santa Maria, es va construir el Cementiri Nou, proper, però en terme de Mosset.

### Hidrologia

#### Cursos d'aigua
El principal curs d'aigua del terme de Campome és la Castellana, de la qual, però, només pertany al terme la riba dreta, de Paracolls en avall. Aflueixen en la Castellana per la dreta, abans del poble, el Salt del Vedell, després per l'esquerra, davant del poble, el Còrrec del Menat, després, també per l'esquerra, el Còrrec de Xixat, davant de Paracolls; aigües avall, per la dreta hi aflueix el Còrrec de la Serrania, abans de Falgueret, amb els del Solà d'en Vicenç i de les Escomes, i encara més avall, cap a l'extrem sud-oriental del terme, el Còrrec de Fornollica, amb el de la Manela, abans d'en Casals.

### Evolució de la població

Població 1962-2008

## Administració i política

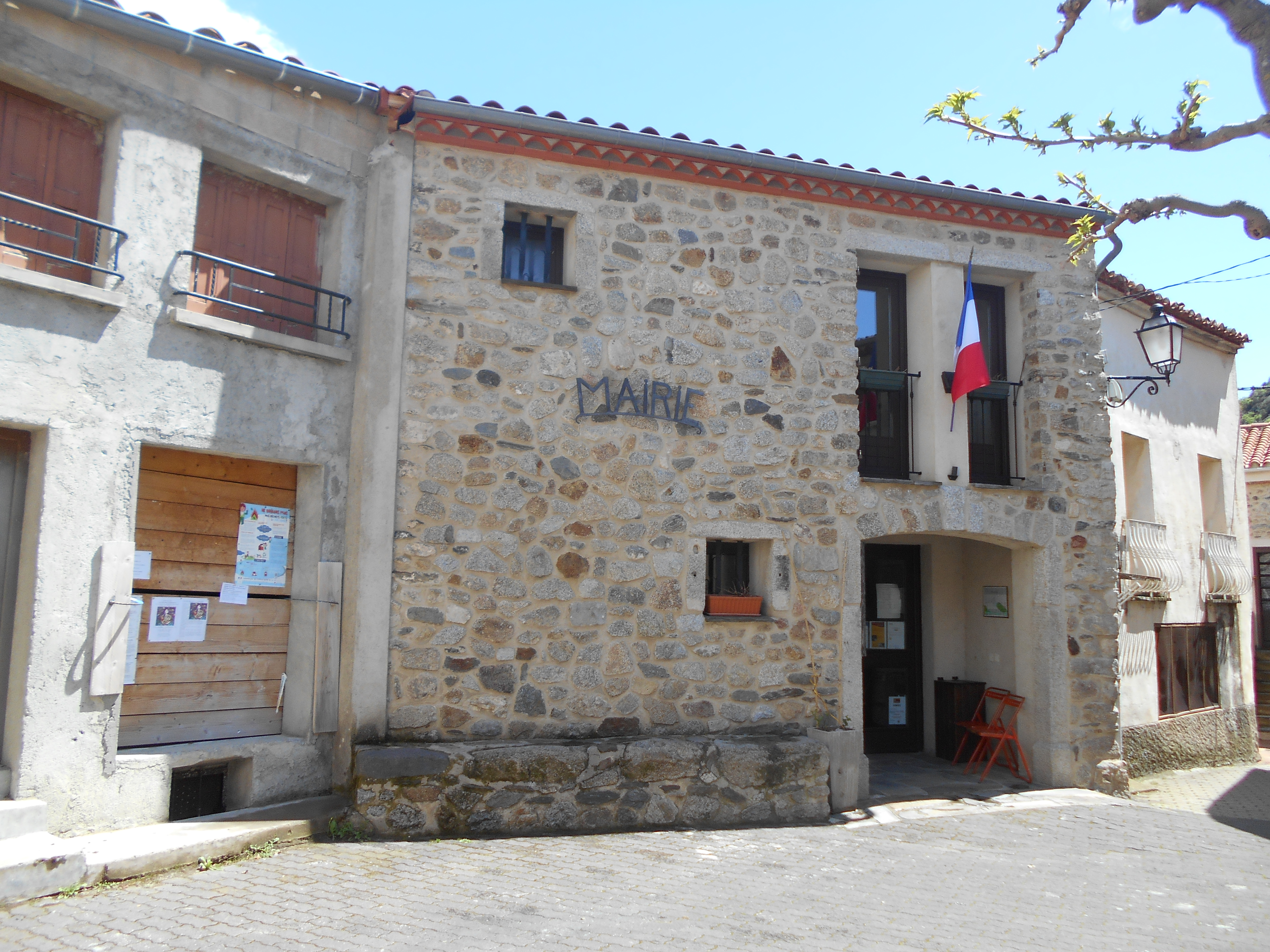
La Casa del Comú

### Adscripció cantonal

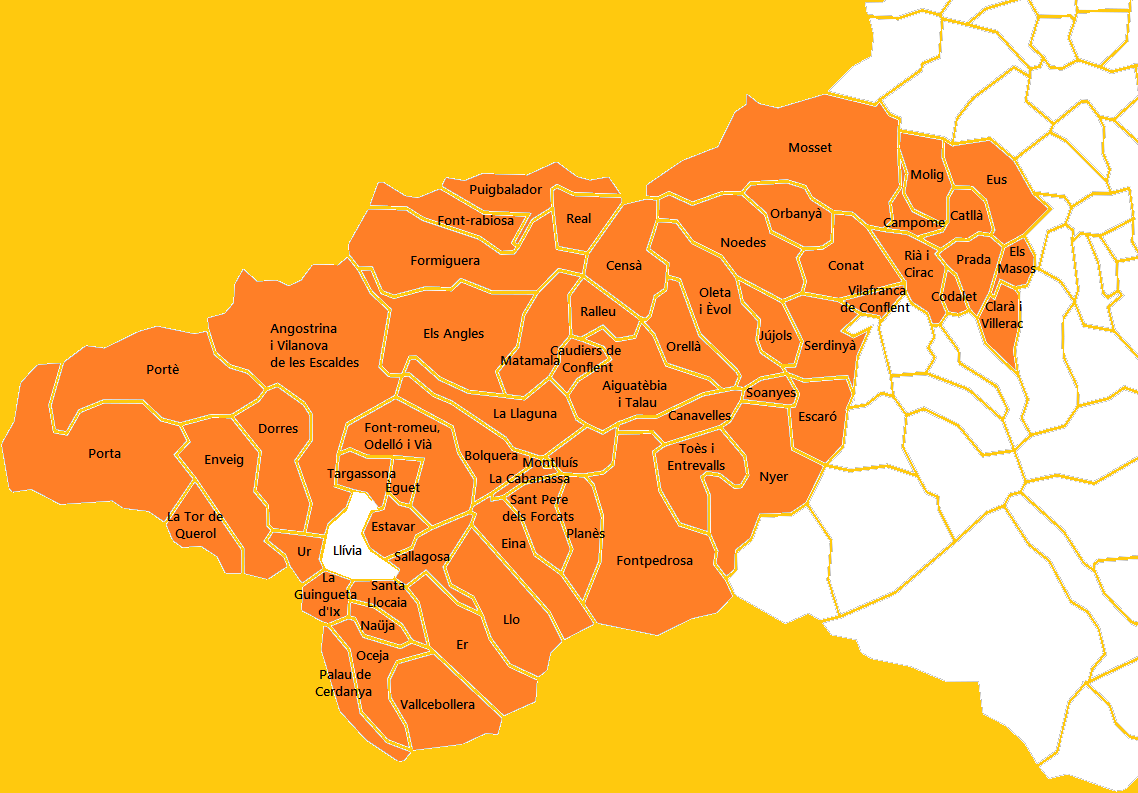
Mapa del Cantó dels Pirineus Catalans